# Steve Veltman
Steve Veltman (Filadelfia, 4 de agosto de 1969) es un deportista estadounidense que compitió en ciclismo en la modalidad de BMX. Ganó una medalla de bronce en el Campeonato Mundial de Ciclismo BMX de 2000, en la prueba de cruiser masculino.

## Palmarés internacional
| Campeonato Mundial | Campeonato Mundial  | Campeonato Mundial | Campeonato Mundial |
| Año                | Lugar               | Medalla            | Competición        |
| ------------------ | ------------------- | ------------------ | ------------------ |
| 2000               | Córdoba (Argentina) | Medalla de bronce  | Cruiser            |